# チャレンジ・ザ・競馬
『チャレンジ・ザ・競馬』（チャレンジ・ザ・けいば）とはフジテレビにて1985年6月16日から1987年3月29日まで毎週日曜日の15:00 - 16:00に放送された中央競馬中継（関東）のタイトルである。後番組は『スーパー競馬』。

## 概要
フジテレビでは1959年の開局当時から『競馬中継』を放送してきたが、1980年代に入りそれまでのレース実況中心の放送から馬券予想を中心とした内容の放送に方針を転換した。当番組は3組の視聴者ペアチームをフジテレビのスタジオに招いて着順予想をしながら競馬場のパドック中継やレース実況、着順や配当についての情報も挟むという内容であった。
その後、1986年4月にリニューアルし、スタジオには毎回5名（うちレギュラー3人、ゲスト2人）がパネラーとして登場し、馬券を模擬予想。1開催ごとにまず5万点でスタートし、1開催累計50万点を獲得したパネラーにヨーロッパ競馬観戦旅行、また、視聴者にも予めはがきを申し込んで当選した人に、電話予想という形で参加して賞品を獲得するというチャンスがあった（これと同じ趣旨は関西テレビでもほぼ同時期に競馬中継→エキサイティング競馬〈京都競馬場・阪神競馬場開催の日のみ〉で若干内容が異なるが実施されていた）。スタジオのパネラー席は『クイズダービー』に近いものであった。
テーマ曲は同局のスポーツ系番組と同じく1985年まではアール・エレソン・マッコイの「ライツアウトマーチ」、1986年以降は新田一郎（スペクトラム）の「フジテレビ・スポーツテーマ」だった。
『優駿』（日本中央競馬会広報機関紙）の読者投稿コーナー「優駿広場」には当番組について「競馬番組だというのに馬がなかなか映らない」、「常に競馬場を中心に置いて放送すべき」といった意見が掲載されている。
競馬ファンで知られた作家の古井由吉のエッセイの中には、名前こそ出していないものの、この番組を批判していると思われる記述がある。
ローカル開催時は福島競馬場は福島テレビ、新潟競馬場は新潟放送がそれぞれ技術協力（裏開催時は自社ローカルだが、主要重賞は同時ネット）していた。なお新潟県では前番組最晩年の1983年10月から新潟総合テレビがフルネットとなったが、JRA側の都合により引き続きBSNが継続してネットを行った（1999年12月まで）。

## 出演者

### 司会
- 夏木ゆたか
- 鈴木淑子

### 解説者
- 大川慶次郎
- 椋木宏
- 西島大和
- 井崎脩五郎

### 実況
- 盛山毅
- 大川和彦
- 堺正幸
- 向坂樹興
- 三宅正治

### リポーター
- 大橋ひろみ[2]

### アシスタント
- 桐原直美

## ネット局
- フジテレビ
- 北海道文化放送
- 仙台放送
- 福島テレビ
- 新潟放送
- テレビ静岡

## 関連商品
- 中央競馬ビデオ（DVD）年鑑（西暦）シリーズ

制作・フジテレビジョン映像事業部、発売・ポニーキャニオン
当該年の中央競馬の全ての重賞競走のレース映像を年度上半期と下半期に分けて発行。当番組の実況映像・音声が採用されている。

## アーカイブ番組
フジテレビTWOで随時「中央競馬中継黄金伝説」と題した番組が組まれている。これは前身の「中央競馬中継」、ならびに後継「スーパー競馬」の初期の頃を含め、過去の中央競馬の名勝負・名場面を紹介した番組である。